# Oscar za najlepszy scenariusz adaptowany
Oscar za najlepszy scenariusz adaptowany przyznawany jest przez Amerykańską Akademię Filmową od 1928 roku.

## Laureaci i nominowani

### 1920–1929
1927/28:

### 1930–1939
1930/31: Howard Estabrook – Cimarron na podstawie powieści Edny Ferber

nominacje:
- Seton I. Miller i Fred Niblo Jr. – Ludzie za kratami na podstawie sztuki Martina Flavina
- Francis Edward Faragoh, Robert N. Lee, Robert Lord i Darryl F. Zanuck – Mały Cezar na podstawie powieści W.R. Burnetta
- Joseph L. Mankiewicz, Don Marquis, Norman Z. McLeod i Sam Mintz – Skippy na podstawie komiksu Precy’ego Crosby’ego
- Horace Jackson – Wakacje na podstawie sztuki Philipa Barry’ego

1931/32: Edwin J. Burke – Zła dziewczyna na podstawie powieści i sztuki Viny Delmar

nominacje:
- Sidney Howard – Arrowsmith na podstawie powieści Sinclaira Lewisa
- Samuel Hoffenstein i Percy Heath – Doktor Jekyll i pan Hyde na podstawie powieści Roberta Louisa Stevensona

1932/33: Victor Heerman, Sarah Y. Mason – Małe kobietki na podstawie powieści Louisy May Alcott

nominacje:
- Robert Riskin – Arystokracja podziemi na podstawie opowiadania Madame la Gimp Damona Runyona
- Paul Green i Sonya Levien – Jarmark miłości na podstawie powieści Philipa Stonga

1934: Robert Riskin – Ich noce na podstawie opowiadania Samuela Hopkinsa Adamsa

nominacje:
- Ben Hecht – Viva Villa! na podstawie książki Edgecumba Pinchona i O.B. Stade’a
- Albert Hackett i Frances Goodrich – W pogoni za cieniem na podstawie powieści Dashiella Hammetta

1935: Dudley Nichols – Potępieniec na podstawie powieści Liama O’Flaherty’ego

nominacje:
- Waldemar Young, John L. Balderston, Achmed Abdullah, Grover Jones i William Slavens McNutt – Bengali na podstawie powieści Francisa Yeatsa-Browna
- Talbot Jennings, Jules Furthman i Carey Wilson – Bunt na Bounty na podstawie powieści Charlesa Nordhoffa i J.M. Halla
- Casey Robinson – Kapitan Blood na podstawie powieści Rafaela Sabatiniego

1936: Pierre Collings i Sheridan Gibney – Pasteur na podstawie własnych nowel filmowych

nominacje:
- Sidney Howard – Dodsworth na podstawie własnej adaptacji teatralnej z 1934 roku powieści Sinclaira Lewisa z 1929 roku
- Morrie Ryskind i Eric Hatch – Mój pan mąż na podstawie powieści Erica Hatcha
- Frances Goodrich i Albert Hackett – Od wtorku do czwartku na podstawie powieści Dashiella Hammetta
- Robert Riskin – Pan z milionami na podstawie opowiadania Opera Hat C.B. Kellanda

1937: Heinz Herald, Geza Herczeg i Norman Raine – Życie Emila Zoli na podstawie książki Zola and His Time Matthew Josephsona

nominacje:
- Marc Connelly, John Lee Mahin i Dale Van Every – Bohaterowie morza na podstawie powieści Rudyarda Kiplinga
- Viña Delmar – Naga prawda na podstawie sztuki Arthura Richmana
- Dorothy Parker, Alan Campbell i Robert Carson – Narodziny gwiazdy na podstawie noweli Williama Wellmana i Roberta Carsona
- Morrie Ryskind i Anthony Veiller – Obcym wstęp wzbroniony na podstawie sztuki Edny Ferber i George’a Kaufmana

1938: Ian Dalrymple, Cecil Lewis, W.P. Lipscomb i George Bernard Shaw – Pigmalion na podstawie sztuki George’a Bernarda Shawa

nominacje:
- Robert Riskin – Cieszmy się życiem na podstawie sztuki George’a Kaufmana i Moss Hart
- Lenore J. Coffee i Julius J. Epstein – Cztery córki na podstawie powieści Sister Act Fannie Hurst
- John Meehan i Dore Schary – Miasto chłopców na podstawie noweli filmowej Dore Schary i Eleanore Griffin
- Ian Dalrymple, Frank Wead i Elizabeth Hill – Złudzenia życia na podstawie ich powieści A.J. Cronina

1939: Sidney Howard – Przeminęło z wiatrem na podstawie powieści Margaret Mitchell (pośmiertnie przyznana)

nominacje:
- Charles Brackett, Billy Wilder i Walter Reisch – Ninoczka na podstawie noweli filmowej Melchiora Lengyela
- Sidney Buchman – Pan Smith jedzie do Waszyngtonu na podstawie noweli filmowej Lewisa Fostera
- Charles MacArthur i Ben Hecht – Wichrowe Wzgórza na podstawie powieści Emily Brontë
- R.C. Sherriff, Claudine West i Eric Maschwitz – Żegnaj Chips na podstawie powieści Jamesa Hiltona

### 1940–1949
1940: Donald Ogden Stewart – Filadelfijska opowieść na podstawie sztuki Philipa Barry’ego

nominacje:
- Dudley Nichols – Długa podróż do domu na podstawie jednoaktówek The Moon of the Caribees, In the Zone, Bound East for Cardiff i The Long Voyage Home Eugene’a O’Neilla
- Nunnally Johnson – Grona gniewu na podstawie powieści Johna Steinbecka
- Donald Ogden Stewart i Dalton Trumbo – Kitty Foyle na podstawie powieści Christophera Morleya
- Philip MacDonald i Michael Hogan – Rebeka na podstawie powieści Daphne du Maurier

1941: Sidney Buchman i Seton Miller – Awantura w zaświatach na podstawie powieści sztuki Niebiosa mogą zaczekać Harry’ego Segalla

nominacje:
- Lillian Hellman – Małe liski na podstawie własnej sztuki
- John Huston – Sokół maltański na podstawie powieści Dashiella Hammetta
- Philip Dunne – Zielona dolina na podstawie powieści Richarda Llewellyna
- Charles Brackett i Billy Wilder – Złote wrota na podstawie książki Ketti Frings

1942: George Froeschel, James Hilton, Claudine West i Arthur Wimperis – Pani Miniver na podstawie powieści Jana Struthera

nominacje:
- Herman J. Mankiewicz i Jo Swerling – Duma Jankesów na podstawie noweli Paula Gallico
- Rodney Ackland i Emeric Pressburger – 49th Parallel na podstawie noweli filmowej Emerika Pressburgera
- Sidney Buchman i Irwin Shaw – Głosy miasta na podstawie noweli filmowej Maurice’a Walsha
- Arthur Wimperis, George Froeschel i Claudine West – Zagubione dni na podstawie powieści Jamesa Hiltona

1943: Philip Epstein, Julius J. Epstein i Howard Koch – Casablanca na podstawie sztuki Everybody Comes to Rick’s Murraya Burnetta i Joan Alison

nominacje:
- George Seaton – Pieśń o Bernadette na podstawie powieści Franza Werfla
- Dashiell Hammett – Straż nad Renem na podstawie sztuki Lillian Hellman
- Nunnally Johnson – Święty związek na podstawie powieści Buried Alive Arnolda Bennetta
- Richard Flournoy, Lewis R. Foster, Frank Ross i Robert Russell – Wesoły sublokator na podstawie noweli filmowej Franka Rossa i Roberta Russella

1944: Frank Butler i Frank Cavett – Idąc moją drogą na podstawie noweli filmowej Leo McCareya

nominacje:
- John Van Druten, Walter Reisch i John L. Balderston – Gasnący płomień na podstawie sztuki Angel Street Patricka Hamiltona
- Elizabeth Reinhardt, Samuel Hoffenstein i Jay Dratler – Laura na podstawie powieści Very Caspary
- Billy Wilder i Raymond Chandler – Podwójne ubezpieczenie na podstawie powieści Jamesa M. Caina
- Irving Brecher i Fred F. Finklehoffe – Spotkamy się w St. Louis na podstawie powieści Sally Benson

1945: Charles Brackett i Billy Wilder – Stracony weekend na podstawie powieści Charlesa Jacksona

nominacje:
- Tess Slesinger (pośmiertna nominacja) i Frank Davis – Drzewko na Brooklynie na podstawie powieści Betty Smith
- Albert Maltz – Duma marynarki na podstawie książki Rogera Butterfielda
- Ranald MacDougall – Mildred Pierce na podstawie powieści Jamesa M. Caina
- Leopold Atlas, Philip Stevenson i Guy Endore – Żołnierze na podstawie książek Brave Men i Here Is Your War Erniego Pyre’a

1946: Robert E. Sherwood – Najlepsze lata naszego życia na podstawie powieści Glory for Me MacKinlaya Kantora

nominacje:
- Sally Benson i Talbot Jennings – Anna i król Syjamu na podstawie książki Margaret Landon
- Sergio Amidei i Federico Fellini – Rzym, miasto otwarte na podstawie noweli filmowej Sergio Amidei i Alberto Consiglio
- Anthony Havelock-Allan, Ronald Neame i David Lean – Spotkanie na podstawie sztuki Still Life Noela Cowarda
- Anthony Veiller – Zabójcy na podstawie powieści Ernesta Hemingwaya

1947: George Seaton – Cud na 34. ulicy na podstawie powieści Valentine Davies

nominacje:
- Richard Murphy – Bumerang na podstawie artykułu Anthony’ego Abbota
- Moss Hart – Dżentelmeńska umowa na podstawie powieści Laury Hobson
- John Paxton – Krzyżowy ogień na podstawie powieści The Brick Foxhole Richarda Brooksa
- David Lean, Ronald Neame i Anthony Havelock-Allan – Wielkie nadzieje na podstawie powieści Karola Dickensa

1948: John Huston – Skarb Sierra Madre na podstawie powieści B. Travena

nominacje:
- Irma von Cube i Allen Vincent – Johnny Belinda na podstawie sztuki Elmera B. Harrisa
- Richard Schweizer i David Wechsler – Poszukiwania na podstawie ich własnych nowel
- Millen Brand i Frank Partos – Kłębowisko żmij na podstawie powieści Mary Jane Ward
- Charles Brackett, Billy Wilder i Richard L. Breen – Sprawy zagraniczne na podstawie powieści Davida Shawa

1949: Joseph L. Mankiewicz – List do trzech żon na podstawie powieści Letter to Five Wives Johna Klempnera

nominacje:
- Carl Foreman – Champion na podstawie krótkiej powieści Ringa Lardnera
- Robert Rossen – Gubernator na podstawie powieści Roberta Penna Warrena
- Graham Greene – Stracone złudzenia na podstawie własnej powieści The Basement Room
- Cesare Zavattini – Złodzieje rowerów na podstawie powieści Luigi Bartoliniego

### 1950–1959
1950: Joseph L. Mankiewicz – Wszystko o Ewie na podstawie krótkiej powieści The Wisdom of Eve Mary Orr

nominacje:
- John Huston i Ben Maddow – Asfaltowa dżungla na podstawie sztuki Williama Burnetta
- Frances Goodrich i Albert Hackett – Ojciec panny młodej na podstawie powieści Edwarda Streetera
- Albert Mannheimer – Urodzeni wczoraj na podstawie sztuki Garsona Kanina
- Michael Blankfort – Złamana strzała na podstawie powieści Blood Brother Elliotta Arnolda

1951: Harry Brown i Michael Wilson – Miejsce pod słońcem na podstawie powieści Theodore Dreiser i sztuki Patricka Kearneya

nominacje:
- James Agee i John Huston – Afrykańska królowa na podstawie powieści C.S. Forestera
- Robert Wyler i Philip Yordan – Opowieści o detektywie na podstawie sztuki Sidneya Kingsleya
- Jacques Natanson i Max Ophüls – Rondo na podstawie sztuki Arthura Schnitzlera
- Tennessee Williams – Tramwaj zwany pożądaniem na podstawie własnej sztuki

1952: Charles Schnee – Piękny i zły na podstawie powieści Tribute to a Badman Charlesa Bradshawa

nominacje:
- John Dighton, Roger MacDougall i Alexander Mackendrick – Człowiek w białym ubraniu na podstawie sztuki Rogera MacDougalla
- Michael Wilson – Kryptonim Cicero na podstawie powieści Operation Cicero L.C. Moyzischa
- Frank S. Nugent – Spokojny człowiek na podstawie krótkiej powieści Green Rushes Maurice’a Walsha
- Carl Foreman – W samo południe na podstawie powieści The Tin Star Johna Cunninghama

1953: Daniel Taradash – Stąd do wieczności na podstawie powieści Jamesa Jonesa

nominacje:
- A.B. Guthrie Jr. – Jeździec znikąd na podstawie powieści Jacka Schaefera
- Helen Deutsch – Lili na podstawie opowiadania Love of Seven Dolls Paula Gallico
- Eric Ambler – Okrutne morze na podstawie powieści Nicholasa Monsarrata
- Ian McLellan Hunter i John Dighton – Rzymskie wakacje na podstawie historii Daltona Trumbo

1954: George Seaton – Dziewczyna z prowincji na podstawie sztuki Clifforda Odetsa

nominacje:
- Stanley Roberts – Bunt na okręcie na podstawie powieści Hermana Wouka
- John Michael Hayes – Okno na podwórze na podstawie powieści It Had to Be Murder Cornella Woolricha
- Samuel A. Taylor, Billy Wilder i Ernest Lehman – Sabrina na podstawie powieści Sabrina Fair Samuela Taylora
- Dorothy Kingsley, Frances Goodrich i Albert Hackett – Siedem narzeczonych dla siedmiu braci na podstawie opowiadania The Sobbin’ Women Stephena Vincenta Beneta

1955: Paddy Chayefsky – Marty na podstawie własnej sztuki telewizyjnej

nominacje:
- Millard Kaufman – Czarny dzień w Black Rock na podstawie powieści Bad Day at Hondo Howarda Breslina
- Isobel Lennart i Daniel Fuchs – Kochaj albo odejdź na podstawie noweli Daniela Fuchsa
- Paul Osborn – Na wschód od Edenu na podstawie powieści Johna Steinbecka
- Richard Brooks – Szkolna dżungla na podstawie powieści Evana Huntera

1956: John Farrow, S.J. Perelman i James Poe – W 80 dni dookoła świata na podstawie powieści Juliusza Verne’a

nominacje:
- Tennessee Williams – Laleczka na podstawie swoich jednoaktówek „Twenty-seven Wagons Full of Cotton” i „The Unsatisfactory Supper”
- Fred Guiol i Ivan Moffat – Olbrzym na podstawie powieści Edny Ferber
- Norman Corwin – Pasja życia na podstawie powieści Irvinga Stone’a
- Michael Wilson – Przyjacielska perswazja na podstawie powieści Jessamyn West (Uwaga: nazwisko Wilsona zostało usunięte z czołówki przez dystrybutora w oparciu o umowę z 1952 roku między Amerykańską Gildią Scenarzystów a wytwórniami filmowymi. Przyczyną były kontakty Wilsona z komunistami)

1957: Pierre Boulle, Carl Foreman i Michael Wilson – Most na rzece Kwai na podstawie powieści Pierre’a Boulle’a
(Uwaga: W czołówce jako scenarzysta widnieje tylko Boulle, ponieważ Foreman i Wilson trafili na „czarną listę Hollywoodu”; Oscara pośmiertnie odebrały ich rodziny w 1984 roku)

nominacje:
- John Huston i John Lee Mahin – Bóg jeden wie, panie Allison na podstawie powieści Charlesa Shawa
- Reginald Rose – Dwunastu gniewnych ludzi na podstawie własnej sztuki telewizyjnej
- John Michael Hayes – Peyton Place na podstawie powieści Grace Metalious
- Paul Osborn – Sayonara na podstawie powieści Jamesa Michenera

1958: Alan Jay Lerner – Gigi na podstawie powieści Colette

nominacje:
- Nelson Gidding i Don Mankiewicz – Chcę żyć! na podstawie listów Barbary Graham i artykułów Eda Montgomery’ego
- Alec Guinness – Koński pysk na podstawie powieści Joyce’a Cary’ego
- James Poe i Richard Brooks – Kotka na gorącym blaszanym dachu  na podstawie sztuki Tennessee Williamsa
- John Gay i Terence Rattigan – Osobne stoliki na podstawie sztuki Terence’a Rattigana

1959: Neil Paterson – Miejsce na górze na podstawie powieści Johna Braine’a

nominacje:
- Wendell Mayes – Anatomia morderstwa na podstawie powieścii Roberta Travera
- Karl Tunberg – Ben-Hur na podstawie powieści Lew Wallace’a
- Robert Anderson – Historia zakonnicy na podstawie książki Kathryn Hulme
- Billy Wilder i I.A.L. Diamond – Pół żartem, pół serio na podstawie historii zasugerowanej przez Roberta Thoerena i M. Logan

### 1960–1969
1960: Richard Brooks – Elmer Gantry na podstawie powieści Sinclaira Lewisa

nominacje:
- Nedrick Young (pod pseudonimem Nathan E. Douglas) i Harold Jacob Smith – Kto sieje wiatr na podstawie sztuki pod tym samym tytułem autorstwa Jerome’a Lawrence’a i Roberta E. Lee
- Gavin Lambert i T.E.B. Clarke – Synowie i kochankowie na podstawie powieści pod tym samym tytułem autorstwa Davida Herberta Lawrence’a
- Isobel Lennart – Przybysze o zmierzchu na podstawie powieści Jona Cleary’ego
- James Kennaway – Pieśni chwały na podstawie własnej powieści

1961: Abby Mann – Wyrok w Norymberdze na podstawie własnej sztuki telewizyjnej

nominacje:
- George Axelrod – Śniadanie u Tiffany’ego na podstawie opowiadania pod tym samym tytułem autorstwa Trumana Capote’a
- Carl Foreman – Działa Navarony na podstawie powieści pod tym samym tytułem autorstwa Alistaira MacLeana
- Sydney Carroll i Robert Rossen – Bilardzista na podstawie powieści Waltera Tevisa
- Ernest Lehman – West Side Story na podstawie musicalu pod tym samym tytułem autorstwa Arthura Laurentsa

1962: Horton Foote – Zabić drozda na podstawie powieści pod tym samym tytułem autorstwa Harper Lee

nominacje:
- Eleanor Perry – Dawid i Liza na podstawie powieści Theodore’a Isaaca Rubina
- Robert Bolt i Michael Wilson – Lawrence z Arabii (Uwaga: naprawdę nominowany był tylko Bolt) na podstawie wspomnień Thomasa Edwarda Lawrence’a
- Vladimir Nabokov – Lolita na podstawie własnej powieści pod tym samym tytułem
- William Gibson – Cudotwórczyni na podstawie własnej sztuki

1963: John Osborne – Tom Jones na podstawie powieści Historia życia Toma Jonesa, czyli dzieje podrzutka Henry’ego Fieldinga

nominacje:
- Richard L. Breen, Henry Ephron i Phoebe Ephron – Kapitan Newman na podstawie powieści Leo Rostena
- Irving Ravetch i Harriet Frank Jr. – Hud, syn farmera na podstawie powieści Horseman, Pass By Larry’ego McMurtry’ego
- James Poe – Polne lilie na podstawie powieści Williama E. Barretta
- Serge Bourguignon i Antoine Tudal – Niedziele w Avray na podstawie powieści Les dimanches de Ville-d’Avray Bernarda Eschassériaux

1964: Edward Anhalt – Becket na podstawie sztuki Jeana Anouilha

nominacje:
- Stanley Kubrick, Terry Southern i Peter George – Doktor Strangelove, czyli jak przestałem się martwić i pokochałem bombę na podstawie powieści Red Alert Petera George’a
- Bill Walsh i Don DaGradi – Mary Poppins na podstawie książek Pameli Lyndon Travers
- Alan Jay Lerner – My Fair Lady na podstawie własnego musicalu pod tym samym tytułem oraz sztuki Pigmalion George’a Bernarda Shawa
- Michalis Kakojanis – Grek Zorba na podstawie powieści pod tym samym tytułem autorstwa Nikosa Kazandzakisa

1965: Robert Bolt – Doktor Żywago na podstawie powieści pod tym samym tytułem autorstwa Borisa Pasternaka

nominacje:
- Walter Newman i Frank Pierson – Kasia Ballou na podstawie powieści The Ballad of Cat Ballou Roya Chanslora
- Stanley Mann i John Kohn – Kolekcjoner na podstawie powieści pod tym samym tytułem autorstwa Johna Fowlesa
- Abby Mann – Statek szaleńców na podstawie powieści Katherine Anne Porter
- Herb Gardner – Tysiąc klownów na podstawie własnej sztuki

1966: Robert Bolt – Oto jest głowa zdrajcy na podstawie własnej sztuki

nominacje:
- Bill Naughton – Alfie na podstawie własnej sztuki
- Richard Brooks – Zawodowcy na podstawie powieści A Mule for the Marquesa Franka O’Rourke’a
- William Rode – Rosjanie nadchodzą na podstawie powieści Off-Islanders Nathaniela Benchleya
- Ernest Lehman – Kto się boi Virginii Woolf? na podstawie sztuki pod tym samym tytułem autorstwa Edwarda Albee

1967: Stirling Silliphant – W upalną noc na podstawie powieści Johna Balla

nominacje:
- Donn Pearce i Frank Pierson – Nieugięty Luke na podstawie powieści Donna Pearce’a
- Calder Willingham i Buck Henry – Absolwent na podstawie powieści Charlesa Webba
- Richard Brooks – Z zimną krwią na podstawie powieści pod tym samym tytułem autorstwa Trumana Capote’a
- Joseph Strick i Fred Haines – Ulisses na podstawie powieści pod tym samym tytułem autorstwa Jamesa Joyce’a

1968: James Goldman – Lew w zimie na podstawie własnej sztuki

nominacje:
- Neil Simon – Dziwna para na podstawie własnej sztuki
- Vernon Harris – Oliver! na podstawie musicalu Lionela Barta i powieści Oliver Twist Karola Dickensa
- Stewart Stern – Rachelo, Rachelo na podstawie powieści A Jest of God Margaret Laurence
- Roman Polański – Dziecko Rosemary na podstawie powieści pod tym samym tytułem autorstwa Iry Levina

1969: Waldo Salt – Nocny kowboj na podstawie powieści Jamesa Leo Herlihy’ego

nominacje:
- John Hale, Bridget Boland i Richard Sokolove – Anna tysiąca dni na podstawie sztuki Maxwella Andersona
- Arnold Schulman – Żegnaj, Kolumbie na podstawie powieści Philipa Rotha
- James Poe i Robert E. Thompson – Czyż nie dobija się koni? na podstawie powieści Horace’a McCoya
- Jorge Semprún i Costa-Gavras – Z na podstawie powieści Wassilisa Wassilikosa

### 1970–1979
1970: Ring Lardner Jr. – MASH na podstawie powieści Richarda Hookera

nominacje:
- George Seaton – Port lotniczy na podstawie powieści Arthura Haileya
- Robert Anderson – Nigdy nie śpiewałem dla mojego ojca na podstawie własnej sztuki
- Joseph Bologna, David Zelag Goodman i Renée Taylor – Zakochani i inni na podstawie sztuki Josepha Bologni i Renée Taylor
- Larry Kramer – Zakochane kobiety na podstawie powieści Davida Herberta Lawrence’a

1971: Ernest Tidyman – Francuski łącznik na podstawie powieści Robina Moore’a

nominacje:
- Stanley Kubrick – Mechaniczna pomarańcza na podstawie powieści Anthony’ego Burgessa
- Bernardo Bertolucci – Konformista na podstawie powieści Alberta Moravii
- Ugo Pirro i Vittorio Bonicelli – Ogród rodziny Finzi-Continich na podstawie powieści Giorgia Bassaniego
- Larry McMurtry i Peter Bogdanovich – Ostatni seans filmowy na podstawie powieści Larry’ego McMurtry’ego

1972: Mario Puzo i Francis Ford Coppola – Ojciec chrzestny na podstawie powieści Maria Puzo

nominacje:
- Jay Presson Allen – Kabaret na podstawie musicalu Joego Masteroffa, sztuki I Am a Camera Johna Van Drutena i książki Berlin Stories Christophera Isherwooda
- Bengt Forslund i Jan Troell – Emigranci na podstawie książek Emigranci i Invandrarna Vilhelma Moberga
- Julius J. Epstein – Pete i Tillie na podstawie opowiadania Witch’s Milk Petera De Vriesa
- Lonne Elder III – Sounder na podstawie powieści Williama H. Armstronga

1973: William Peter Blatty – Egzorcysta na podstawie własnej powieści

nominacje:
- Robert Towne – Ostatnie zadanie na podstawie powieści Darryl Ponicsan
- James Bridges – W pogoni za papierkiem na podstawie powieści Johna Jaya Osborna Jra
- Alvin Sargent – Papierowy księżyc na podstawie powieści Addie Pray Joego Davida Browna
- Waldo Salt i Norman Wexler – Serpico na podstawie powieści Petera Maasa

1974: Francis Ford Coppola i Mario Puzo – Ojciec chrzestny II na podstawie powieści Ojciec chrzestny Mario Puzo

nominacje:
- Lionel Chetwynd, Mordecai Richler – Kariera Duddy Kravitza na podstawie powieści Mordecaia Richlera
- Julian Barry – Lenny na podstawie własnej sztuki
- Paul Dehn – Morderstwo w Orient Expressie na podstawie powieści Agathy Christie
- Gene Wilder, Mel Brooks – Młody Frankenstein na podstawie powieści Frankenstein Mary Shelley

1975: Bo Goldman i Lawrence Hauben – Lot nad kukułczym gniazdem na podstawie powieści Kena Keseya

nominacje:
- Stanley Kubrick – Barry Lyndon na podstawie powieści Williama Makepeace’a Thackeraya
- John Huston, Gladys Hill – Człowiek, który chciał być królem na podstawie opowiadania Rudyarda Kiplinga
- Ruggero Maccari, Dino Risi – Zapach kobiety na podstawie powieści Giovanni Arpino(inne języki)
- Neil Simon – Promienni chłopcy na podstawie własnej sztuki

1976: William Goldman – Wszyscy ludzie prezydenta na podstawie książki Wszyscy ludzie prezydenta Carla Bernsteina i Boba Woodwarda

nominacje:
- Robert Getchell – By nie pełzać na kolanach na podstawie książki Woody’ego Guthrie
- Federico Fellini, Bernardino Zapponi – Casanova na podstawie wspomnień Giacomo Casanovy
- Nicholas Myers – Obsesja Sherlocka Holmesa na podstawie własnej powieści
- David Butler, Steve Shagan – Przeklęty rejs na podstawie powieści Gordona Thomasa; współautor Max Morgan Witts

1977: Alvin Sargent – Julia na podstawie powieści Pentimento Lillian Hellman

nominacje:
- Peter Shaffer – Jeździec na podstawie własnej sztuki
- Gavin Lambert, Lewis John Carlino – Nigdy nie obiecywałem ci ogrodu pełnego róż na podstawie powieści Joanne Greenberg
- Larry Gelbart – O mój Boże! na podstawie powieści Avery’ego Cormana(inne języki)
- Luis Buñuel, Jean-Claude Carrière – Mroczny przedmiot pożądania na podstawie powieści La femme et le pantin Pierre’a Louysa

1978: Oliver Stone – Midnight Express na podstawie książki Billy’ego Hayesa i Williama Hoffera

nominacje:
- Walter Newman – Bloodbrothers – na podstawie powieści Richarda Price’a
- Neil Simon – Suita kalifornijska na podstawie własnej sztuki
- Elaine May, Warren Beatty – Niebiosa mogą zaczekać na podstawie sztuki Harry’ego Seagala
- Bernard Slade – Za rok o tej samej porze na podstawie własnej sztuki

1979: Robert Benton – Sprawa Kramerów na podstawie powieści Avery’ego Cormana

nominacje:
- John Milius, Francis Ford Coppola – Czas apokalipsy na podstawie noweli Jądro ciemności Josepha Conrada
- Marcello Danon, Édouard Molinaro, Jean Poiret, Francis Veber – Klatka szaleńców na podstawie sztuki Jeana Poiret
- Allan Burns – Mały romans na podstawie powieści E=MC2 mon amour Patricka Cauvina
- Harriet Frank Jr., Irving Ravetch – Norma Rae

### 1980–1989
1980: Alvin Sargent – Zwyczajni ludzie na podstawie powieści Judith Guest

nominacje:
- Jonathan Hardy, David Stevens, Bruce Beresford – Sprawa Moranta na podstawie sztuki Kennetha Rose’a
- Tom Rickman – Córka górnika na podstawie autobiografii Loretty Lynn i George’a Vesceya
- Christopher De Vore, Eric Bergren, David Lynch – Człowiek słoń na podstawie książek The Elephant Man and Other Reminiscences Fredericka Trevesa i The Elephant Man: A Study in Human Dignity Ashley Montagu
- Lawrence B. Marcus, Richard Rush – Kaskader z przypadku na podstawie powieści Paula Brodeura

1981: Ernest Thompson – Nad Złotym Stawem na podstawie własnej sztuki

nominacje:
- Harold Pinter – Kochanica Francuza na podstawie powieści Johna Fowlesa
- Dennis Potter – Grosz z nieba na podstawie własnego scenariusza do miniserialu tv
- Jay Presson Allen, Sidney Lumet – Książę wielkiego miasta na podstawie książki Roberta Daleya
- Michael Weller – Ragtime na podstawie powieści E.L. Doctorowa

1982: Costa-Gavras i Donald E. Stewart – Zaginiony na podstawie powieści Thomasa Hausera

nominacje:
- Wolfgang Petersen – Okręt na podstawie powieści Lothara Gunthera Buchheima
- Alan J. Pakula – Wybór Zofii na podstawie powieści Williama Styrona
- David Mamet – Werdykt na podstawie powieści Barry’ego Reeda
- Blake Edwards – Victor/Victoria na podstawie wcześniejszego scenariusza Reinholda Schunzela

1983: James L. Brooks – Czułe słówka na podstawie powieści Larry’ego McMurtry’ego

nominacje:
- Harold Pinter – Zdrada na podstawie własnej sztuki
- Ronald Harwood – Garderobiany na podstawie własnej sztuki
- Willy Russell – Edukacja Rity na podstawie własnej sztuki
- Julius J. Epstein – Reuben, Reuben na podstawie powieści Petera De Vriesa i sztuki Hermana Shumlina Spoonford

1984: Peter Shaffer – Amadeusz na podstawie własnej sztuki

nominacje:
- P.H. Vazak, Michael Austin – Greystoke: Legenda Tarzana, władcy małp na podstawie powieści Edgara Rice’a Borroughsa Tarzan of the Apes
- Bruce Robinson – Pola śmierci na podstawie artykułu Sydneya Schanberga
- David Lean – Podróż do Indii na podstawie powieści Edwarda Morgana Forstera
- Charles Fuller – Opowieści żołnierza na podstawie własnej sztuki

1985: Kurt Luedtke – Pożegnanie z Afryką na podstawie wspomnień Isaka Dinesena, książki Errola Trzebińskiego Silence Will Speak oraz Judith Thurman Isak Dinesen: The Life of a Storyteller

nominacje:
- Menno Meyjes – Kolor purpury na podstawie powieści Alice Walker
- Leonard Schrader – Pocałunek kobiety pająka na podstawie sztuki Manuela Puiga
- Richard Condon, Janet Roach – Honor Prizzich na podstawie powieści Richarda Condona
- Horton Foote – Podróż do Bountiful na podstawie własnej sztuki

1986: Ruth Prawer Jhabvala – Pokój z widokiem na podstawie powieści Edwarda Morgana Forstera

nominacje:
- Hesper Anderson, Mark Medoff – Dzieci gorszego boga na podstawie sztuki Marka Medoffa
- Richard Price – Kolor pieniędzy na podstawie powieści Waltera Tevisa
- Beth Henley – Zbrodnie serca na podstawie własnej sztuki
- Raynold Gideon, Bruce A. Evans – Stań przy mnie na podstawie opwiadania Stephena Kinga Ciało

1987: Bernardo Bertolucci, Mark Peploe – Ostatni cesarz na podstawie autobiografii Puyi

nominacje:
- Tony Huston – Zmarli na podstawie powieści Jamesa Joyce’a
- James Dearden – Fatalne zauroczenie na podstawie własnego scenariusza (film był remakiem brytyjskiego filmu telewizyjnego)
- Gustav Hasford, Michael Herr, Stanley Kubrick – Full Metal Jacket na podstawie powieści Gustava Hasforda
- Brasse Brännström, Per Berglund, Lasse Hallström, Reidar Jönsson – Moje pieskie życie na podstawie powieści Reidara Jönssona

1988: Christopher Hampton – Niebezpieczne związki na podstawie powieści Pierre’a Choderlosa de Laclos i własnej adaptacji teatralnej

nominacje:
- Frank Galati, Lawrence Kasdan – Przypadkowy turysta na podstawie powieści Anne Tyler
- Anna Hamilton Phelan – Goryle we mgle na podstawie artykułu Harolda T.P. Hayesa
- Christine Edzard – Mała Dorrit na podstawie powieści Karola Dickensa
- Jean-Claude Carrière, Philip Kaufman – Nieznośna lekkość bytu na podstawie powieści Milana Kundery

1989: Alfred Uhry – Wożąc panią Daisy na podstawie własnej sztuki

nominacje:
- Ron Kovic, Oliver Stone – Urodzony 4 lipca na podstawie autobiografii Rona Kovicia
- Paul Mazursky, Roger L. Simon – Wrogowie na podstawie powieści Isaaca Bashevisa Singera
- Phil Alden Robinson – Pole marzeń na podstawie powieści W.P. Kinsella
- Shane Connaughton, Jim Sheridan – Moja lewa stopa na podstawie autobiografii Christy’ego Browna

### 1990–1999
1990: Michael Blake – Tańczący z wilkami na podstawie własnej powieści

nominacje:
- Steven Zaillian – Przebudzenia na podstawie powieści dra Olivera Sacksa
- Nicholas Pileggi, Martin Scorsese – Chłopcy z ferajny na podstawie powieści Nicholasa Pileggi
- Donald E. Westlake – Naciągacze na podstawie powieści Jima Thompsona
- Nicholas Kazan – Druga prawda na podstawie książki Alana Dershowitza

1991: Ted Tally – Milczenie owiec na podstawie powieści Thomasa Harrisa

nominacje:
- Agnieszka Holland – Europa, Europa na podstawie autobiografii Salomona Perela
- Fannie Flagg, Carol Sobieski – Smażone zielone pomidory na podstawie powieści Fannie Flagg
- Oliver Stone, Zachary Sklar – JFK na podstawie książek Jima Marrsa i Jima Garrisona
- Pat Conroy, Becky Johnston – Książę przypływów na podstawie powieści Pata Conroya

1992: Ruth Prawer Jhabvala – Powrót do Howards End na podstawie powieści Edwarda Morgana Forstera

nominacje:
- Peter Barnes – Czarowny kwiecień na podstawie powieści Elizabeth von Arnim
- Michael Tolkin – Gracz na podstawie własnej powieści
- Richard Friedenberg – Rzeka wspomnień na podstawie powieści Normana Macleana
- Bo Goldman – Zapach kobiety na podstawie powieści Giovanniego Arpino

1993: Steven Zaillian – Lista Schindlera na podstawie powieści Thomasa Keneally’ego

nominacje:
- Jay Cocks, Martin Scorsese – Wiek niewinności na podstawie powieści Edith Wharton
- Terry George, Jim Sheridan – W imię ojca na podstawie autobiografii Gerry’ego Conlona
- Ruth Prawer Jhabvala – Okruchy dnia na podstawie powieści Kazuo Ishiguro
- William Nicholson – Cienista dolina na podstawie własnej sztuki

1994: Eric Roth – Forrest Gump na podstawie powieści Winstona Grooma

nominacje:
- Alan Bennett – Szaleństwo króla Jerzego na podstawie własnej sztuki
- Robert Benton – Naiwniak na podstawie powieści Richarda Russo
- Paul Attanasio – Quiz Show na podstawie powieści Richarda Goodwina
- Frank Darabont – Skazani na Shawshank na podstawie opowiadania Stephena Kinga

1995: Emma Thompson – Rozważna i romantyczna na podstawie powieści Jane Austen

nominacje:
- William Broyles Jr., Al Reinert – Apollo 13 na podstawie książki Jima Lovella i Jeffreya Klugera
- George Miller, Chris Noonan – Babe – świnka z klasą na podstawie powieści Dicka Kinga-Smitha
- Mike Figgis – Zostawić Las Vegas na podstawie powieści Johna O’Briena
- Anna Pavignano, Michael Radford, Furio Scarpelli, Giacomo Scarpelli, Massimo Troisi – Listonosz na podstawie powieści Antonio Skarmeta

1996: Billy Bob Thornton – Blizny przeszłości na podstawie własnej sztuki

nominacje:
- Arthur Miller – Czarownice z Salem na podstawie własnej sztuki
- Anthony Minghella – Angielski pacjent na podstawie powieści Michaela Ondaatje
- Kenneth Branagh – Hamlet na podstawie sztuki Williama Szekspira
- John Hodge – Trainspotting na podstawie powieści Irvine’a Welsha Ślepe tory

1997: Curtis Hanson i Brian Helgeland – Tajemnice Los Angeles na podstawie powieści Jamesa Ellroya

nominacje:
- Paul Attanasio – Donnie Brasco na podstawie książki Josepha Pistone’a i Richarda Woodleya
- Atom Egoyan – Słodkie jutro na podstawie powieści Russella Banksa
- Hilary Henkin, David Mamet – Fakty i akty na podstawie powieści Larry’ego Beinharta
- Hossein Amini – Miłość i śmierć w Wenecji na podstawie powieści Henry’ego Jamesa

1998: Bill Condon – Bogowie i potwory na podstawie powieści Christophera Brama Ojciec Frankensteina

nominacje:
- Scott Frank – Co z oczu, to z serca na podstawie powieści Elmore’a Leonarda
- Elaine May – Barwy kampanii na podstawie powieści Joego Kleina
- Scott B. Smith – Prosty plan na podstawie własnej powieści
- Terrence Malick – Cienka czerwona linia na podstawie powieści Jamesa Jonesa

1999: John Irving – Wbrew regułom na podstawie własnej powieści Regulamin tłoczni win

nominacje:
- Alexander Payne, Jim Taylor – Wybory na podstawie powieści Toma Perrotty
- Frank Darabont – Zielona mila na podstawie powieści Stephena Kinga
- Michael Mann, Eric Roth – Informator na podstawie artykułu Marie Brenner
- Anthony Minghella – Utalentowany pan Ripley na podstawie powieści Patricii Highsmith

### 2000–2009
2000: Stephen Gaghan – Traffic na podstawie serialu telewizyjnego Simona Moore’a

nominacje:
- Robert Nelson Jacobs – Czekolada na podstawie powieści Joanne Harris
- Wang Hui-ling, James Schamus i Tsai Kuo Jung – Przyczajony tygrys, ukryty smok na podstawie powieści Wanga Dulu
- Joel i Ethan Coenowie – Bracie, gdzie jesteś? na podstawie Odysei Homera
- Steve Kloves – Cudowni chłopcy na podstawie powieści Michaela Chabona

2001: Akiva Goldsman – Piękny umysł na podstawie książki biograficznej autorstwa Sylvii Nasar

nominacje:
- Daniel Clowes i Terry Zwigoff – Ghost World na podstawie komiksów Daniela Clowesa
- Todd Field i Robert Festinger – Za drzwiami sypialni na podstawie opowiadania Andre Dubusa
- Fran Walsh, Philippa Boyens i Peter Jackson – Władca Pierścieni: Drużyna Pierścienia na podstawie powieści J.R.R. Tolkiena
- Ted Elliott, Terry Rossio, Joe Stillman i Roger S.H. Schulman – Shrek na podstawie książki dla dzieci Williama Steiga

2002: Ronald Harwood – Pianista na podstawie książki wspomnieniowej Władysława Szpilmana

nominacje:
- Peter Hedges, Chris Weitz i Paul Weitz – Był sobie chłopiec na podstawie powieści Nicka Hornby’ego
- Charlie Kaufman i Donald Kaufman – Adaptacja na podstawie powieści Złodziej orchidei autorstwa Susan Orlean
- Bill Condon – Chicago na podstawie sztuki Maurine Dallas Watkins
- David Hare – Godziny na podstawie powieści Michaela Cunninghama

2003: Fran Walsh, Philippa Boyens i Peter Jackson – Władca Pierścieni: Powrót króla na podstawie powieści J.R.R. Tolkiena

nominacje:
- Shari Springer Berman i Robert Pulcini – Amerykański splendor na podstawie komiksów Harveya Pekara i Joyce Brabner
- Bráulio Mantovani – Miasto Boga na podstawie powieści Paula Linsa
- Brian Helgeland – Rzeka tajemnic na podstawie powieści Dennisa Lehane’a
- Gary Ross – Niepokonany Seabiscuit na podstawie powieści Laury Hillenbrand

2004: Alexander Payne i Jim Taylor – Bezdroża na podstawie powieści Rexa Picketta

nominacje:
- Richard Linklater, Julie Delpy i Ethan Hawke – Przed zachodem słońca na podstawie opowiadania Richarda Linklatera i Kima Krizana
- David Magee – Marzyciel na podstawie sztuki Allana Knee
- Paul Haggis – Za wszelką cenę na podstawie opowiadań F.X. Toole’a
- José Rivera – Dzienniki motocyklowe na podstawie pamiętników Alberta Granady i Ernesta Guevary

2005: Larry McMurtry i Diana Ossana – Tajemnica Brokeback Mountain na podstawie opowiadania Annie Proulx

nominacje:
- Josh Olson – Historia przemocy na podstawie komiksu Johna Wagnera i Vince’a Locke’a
- Dan Futterman – Capote na podstawie książki Geralda Clarka
- Jeffrey Caine – Wierny ogrodnik na podstawie powieści autorstwa Johna le Carré
- Tony Kushner i Eric Roth – Monachium na podstawie powieści George’a Jonasa

2006: William Monahan – Infiltracja na podstawie scenariusza filmu Infernal Affairs: Piekielna gra

nominacje:
- Sacha Baron Cohen, Peter Baynham, Anthony Hines, Dan Mazer i Todd Phillips – Borat: Podpatrzone w Ameryce, aby Kazachstan rósł w siłę, a ludzie żyli dostatniej na podstawie programu telewizyjnego Da Ali G Show
- Alfonso Cuarón, Timothy J. Sexton, David Arata, Mark Fergus i Hawk Ostby – Ludzkie dzieci na podstawie powieści P.D. James
- Patrick Marber – Notatki o skandalu na podstawie powieści autorstwa Zoë Heller
- Todd Field i Tom Perotta – Małe dzieci na podstawie powieści Toma Perotty

2007: Joel i Ethan Coenowie – To nie jest kraj dla starych ludzi na podstawie powieści autorstwa Cormaca McCarthy’ego

nominacje:
- Christopher Hampton – Pokuta na podstawie powieści autorstwa Iana McEwana
- Sarah Polley – Daleko od niej na podstawie opowiadania The Bear Went Over the Mountain Alice Munro
- Ronald Harwood – Motyl i skafander na podstawie autobiografii Jean-Dominique’a Bauby’ego
- Paul Thomas Anderson – Aż poleje się krew na podstawie powieści Nafta Uptona Sinclaira

2008: Simon Beaufoy – Slumdog. Milioner z ulicy na podstawie powieści Vikasa Swarupa

nominacje:
- Eric Roth i Robin Swicord – Ciekawy przypadek Benjamina Buttona na podstawie noweli Francisa Scotta Fitzgeralda
- John Patrick Shanley – Wątpliwość na podstawie własnej sztuki
- Peter Morgan – Frost/Nixon na podstawie własnej sztuki
- David Hare – Lektor na podstawie powieści autorstwa Bernharda Schlinka

2009: Geoffrey Fletcher – Hej, skarbie na podstawie powieści Push autorstwa Sapphire

nominacje:
- Nick Hornby – Była sobie dziewczyna na podstawie książki Lynn Barber
- Neill Blomkamp i Terri Tatchell – Dystrykt 9 na podstawie filmu krótkometrażowego Alive in Joburg
- Jesse Armstrong, Simon Blackwell, Armando Iannucci i Tony Roche – In the Loop na podstawie serialu The Thick of It
- Jason Reitman i Sheldon Turner – W chmurach na podstawie powieści Waltera Kirna

### 2010–2019
2010: Aaron Sorkin – The Social Network na podstawie książki Miliarderzy z przypadku Bena Mezricha
- Danny Boyle i Simon Beaufoy – 127 godzin na podstawie książki Between a Rock and a Hard Place autorstwa Arona Ralstona
- Michael Arndt, John Lasseter, Andrew Stanton i Lee Unkrich – Toy Story 3 na podstawie postaci z filmów Toy Story i Toy Story 2
- Joel i Ethan Coenowie – Prawdziwe męstwo na podstawie powieści Charlesa Portisa
- Debra Granik i Anne Rosellini – Do szpiku kości na podstawie powieści Daniela Woodrella

2011: Alexander Payne, Nat Faxon i Jim Rash – Spadkobiercy na podstawie powieści Kaui Hart Hennings
- John Logan – Hugo i jego wynalazek na podstawie książki Briana Selznicka
- George Clooney, Grant Heslov i Beau Willimon – Idy marcowe na podstawie sztuki Farragut North Beau Willimona
- Steven Zaillian i Aaron Sorkin (scenariusz), Stan Chervin (historia) – Moneyball na podstawie książki Moneyball: The Art of Winning an Unfair Game Michaela Lewisa
- Bridget O’Connor i Peter Straughan – Szpieg na podstawie powieści Johna le Carre

2012: Chris Terrio – Operacja Argo na podstawie książki The Master of Disguise Tony’ego Mendeza
- Lucy Alibar i Benh Zeitlin – Bestie z południowych krain na podstawie sztuki Juicy and Delicious Lucy Alibar
- Tony Kushner – Lincoln na podstawie książki Doris Kearns Goodwin
- David O. Russell – Poradnik pozytywnego myślenia na podstawie powieści Matthew Quicka
- David Magee – Życie Pi na podstawie powieści Yanna Martela pod tym samym tytułem

2013: John Ridley – Zniewolony. 12 Years a Slave na podstawie wspomnień Solomona Northupa
- Richard Linklater, Julie Delpy i Ethan Hawke – Przed północą na podstawie scenariusza filmu Przed wschodem słońca autorstwa Richarda Linklatera i Kim Krizan
- Billy Ray – Kapitan Phillips na podstawie książki A Captain’s Duty Richarda Phillipsa
- Steve Coogan i Jeff Pope – Tajemnica Filomeny na podstawie książki The Lost Child of Philomena Lee Martina Sixsmitha
- Terence Winter – Wilk z Wall Street na podstawie wspomnień Jordana Belforta

2014: Graham Moore – Gra tajemnic na podstawie książki Alan Turing: The Enigma Andrew Hodgesa
- Jason Hall – Snajper na podstawie autobiografii Chrisa Kyle’a
- Anthony McCarten – Teoria wszystkiego na podstawie książki Podróż ku nieskończoności. Moje życie ze Stephenem Jane Hawking
- Paul Thomas Anderson – Wada ukryta na podstawie powieści Thomasa Pynchona pod tym samym tytułem
- Damien Chazelle – Whiplash na podstawie scenariusza swojego filmu krótkometrażowego

2015: Adam McKay i Charles Randolph – Big Short na podstawie książki Wielki szort. Mechanizm maszyny zagłady Michael Lewisa
- Nick Hornby – Brooklyn na podstawie powieści Brooklyn Colma Tóibína
- Drew Goddard – Marsjanin na podstawie powieści Andy’ego Weira pod tym samym tytułem
- Phyllis Nagy – Carol na podstawie powieści Patricii Highsmith pod tym samym tytułem
- Emma Donoghue – Pokój na podstawie swojej powieści pod tym samym tytułem

2016: Barry Jenkins i Tarell Alvin McCraney – Moonlight na podstawie powieści In Moonlight Black Boys Look Blue Tarella Alvina McCraneya
- Theodore Melfi i Allison Schroeder – Ukryte działania na podstawie powieści pod tytułem Hidden Figures Margot Lee Shetterly
- August Wilson – Płoty na podstawie sztuki teatralnej Augusta Wilsona pod tym samym tytułem
- Eric Heisserer – Nowy początek na podstawie opowiadania Historia twojego życia Teda Chianga
- Luke Davies – Lion. Droga do domu na podstawie powieści A Long Way Home Saroo Brierly i Larry’ego Buttrose’a

2017: James Ivory – Tamte dni, tamte noce na podstawie powieści Call Me by Your Name André Acimana
- Scott Neustadter i Michael H. Weber – The Disaster Artist na podstawie powieści The Disaster Artist Grega Sestero
- Aaron Sorkin – Gra o wszystko na podstawie wspomnień Molly Bloom
- Dee Rees i Virgil Williams – Mudbound na podstawie powieści Hillary Jordan pod tym samym tytułem
- Scott Frank i James Mangold  – Logan: Wolverine na podstawie komiksów superbohaterskich z serii X-Men

2018: Spike Lee, Charlie Wachtel, David Rabinowitz i Kevin Willmott – Czarne bractwo. BlacKkKlansman na podstawie powieści BlacKkKlansman Rona Stallwortha
- Joel i Ethan Coenowie – Ballada o Busterze Scruggsie na podstawie powieści The Gal Who Got Rattled Stewarta Edwarda White’a i All Gold Canyon Jacka Londona
- Jeff Whitty i Nicole Holofcener – Czy mi kiedyś wybaczysz? na podstawie wspomnień Lee Israel
- Barry Jenkins – Gdyby ulica Beale umiała mówić na podstawie powieści Jamesa Baldwina pod tym samym tytułem
- Eric Roth, Bradley Cooper i Will Fetters  – Narodziny gwiazdy na podstawie filmów pod tym samym tytułem z 1937, 1954 i 1976 roku

2019: Taika Waititi – Jojo Rabbit na podstawie powieści Caging Skies Christine Leunens
- Steven Zaillian – Irlandczyk na podstawie książki Słyszałem, że malujesz domy... Charlesa Brandta
- Todd Phillips i Scott Silver – Joker na podstawie serii komiksów o postaci o tym samym imieniu wydawnictwa DC Comics
- Greta Gerwig – Małe kobietki na podstawie powieści Louisy May Alcott pod tym samym tytułem
- Anthony McCarten – Dwóch papieży na podstawie własnej sztuki teatralnej The Pope[1]

### 2020–2029
2020: Christopher Hampton i Florian Zeller – Ojciec na podstawie sztuki Le Père autorstwa Floriana Zellera
- Ramin Bahrani – Biały Tygrys na podstawie powieści Arvinda Adigi
- Sacha Baron Cohen, Anthony Hines, Dan Swimer, Peter Baynham, Erica Rivinoja, Dan Mazer, Jena Friedman, Lee Kern i Nina Pedrad – Kolejny film o Boracie na podstawie postaci stworzonej przez Sachę Barona Cohena
- Chloé Zhao – Nomadland na podstawie książki Jessiki Bruder
- Kemp Powers – Pewnej nocy w Miami na podstawie własnej sztuki

2021: Sian Heder – CODA na podstawie scenariusza filmu Rozumiemy się bez słów autorstwa Victorii Bedos, Thomasa Bidegaina, Stanislasa Carré de Malberga i Érica Lartigau
- Maggie Gyllenhaal – Córka na podstawie powieści Eleny Ferrante
- Jon Spaihts(inne języki), Denis Villeneuve i Eric Roth – Diuna na podstawie powieści Franka Herberta
- Ryūsuke Hamaguchi i Takamasa Oe – Drive My Car na podstawie opowiadania Harukiego Murakamiego
- Jane Campion – Psie pazury na podstawie powieści Thomasa Savage’a